# Larkana
Larkana (en sindhi :  لاڙڪاڻو) est une ville du Pakistan située dans la province du Sind. En 2023, la population était évaluée à 550 000 habitants, faisant ainsi de cette ville la quinzième plus grande du pays et la quatrième de la province.
Larkana est l'un des plus importants fiefs électoraux du Parti du peuple pakistanais. La famille Bhutto a vécu à Garhi Khuda Bakhsh, à vingt kilomètres de Larkana. Zulfikar Ali Bhutto, Murtaza Bhutto et Benazir Bhutto y sont notamment enterrés.

## Histoire
La ville est d’existence relativement récente, la municipalité ayant été établie en 1855. La ville s'est rapidement développée à l'époque du Raj britannique, devenant une importante ville administrative en étant la capitale du district de Larkana. La fertilité de la terre a également permis de développer l'agriculture, puis dans une moindre mesure l'industrie liée, qui a ainsi pu permettre à la ville d’exporter ses produits. 

## Démographie
En 1901, la ville contenait 14 543 habitants mais a connu un rapide développement à la fin du Raj britannique et après l'indépendance. La population de la ville a été multipliée par quatre entre 1972 et 1998, passant de 71 893 habitants à 270 366 en 1998. En 2017, la population était évaluée à 490 508 habitants par le recensement, soit une croissance annuelle de 3,2 % depuis 1998, supérieure à la moyenne nationale de 2,4 %. En 2023, la population de la ville monte à 551 716 habitants.
La ville est essentiellement sindie, puisque plus de 99 % des habitants en parlent la langue.
Essentiellement musulmane, la ville inclut une petite minorité hindoue, comptant plus de 13 000 fidèles, plus de 2 % des habitants de la ville.
Le taux d'alphabétisation de la ville s'élève à 67 % en 2023 (contre une moyenne nationale de 61 %), dont 75 % pour les hommes et 57 % pour les femmes,.
|            | 1901 (rec.) | 1972 (rec.) | 1981 (rec.) | 1998 (rec.) | 2017 (rec.) | 2023 (rec.) |
| ---------- | ----------- | ----------- | ----------- | ----------- | ----------- | ----------- |
| Population | 14 543      | 71 893      | 123 890     | 270 366     | 490 508     | 551 716     |

## Économie
La ville vit principalement de l'agriculture, et aussi dans une moindre mesure de l'industrie. Des fruits et légumes y sont cultivés, notamment de la goyave, et aussi du riz, du maïs et du sucre. Une partie de la production est exportée, la ville étant notamment reliée au réseau de chemin de fer qui conduit jusqu'à Karachi, principal port d'exportation du pays. La ville est également reliée au réseau des routes nationales, étant située sur la route no 55, qui la relie à Dadu et Hyderabad au sud, puis à Jacobabad et Sukkur au nord.

## Politique
La ville est le fief électoral du Parti du peuple pakistanais (PPP), et est le berceau de la famille Bhutto, qui sont enterrés à Garhi Khuda Bakhsh, situé à vingt kilomètres de la ville, dans le district de Larkana. Durant les élections législatives de 2008 et les élections législatives de 2013, les circonscriptions représentant la ville à l'Assemblée nationale et à l'Assemblée provinciale du Sind ont toutes été remportées par des candidats du PPP,,,.
Depuis le redécoupage électoral de 2018, la ville est représentée par la circonscription no 11 à l'Assemblée provinciale du Sind. Lors des élections législatives de 2018, elle est remportée par un candidat de la Grande alliance démocratique qui s'oppose au PPP et lui arrache ainsi l'un de ses fiefs.
| Parti                                      | Voix   | %       |
| ------------------------------------------ | ------ | ------- |
| Grande alliance démocratique               | 32 206 | 54,93 % |
| Parti du peuple pakistanais                | 21 825 | 37,22 % |
| Autres partis                              | 2 724  | 4,65 %  |
| Indépendants                               | 1 875  | 3,20 %  |
| Total exprimés (participation : 41,08 %)   | 58 630 | 100 %   |
| Source : Commission électorale du Pakistan |        |         |